# Chiara Chiti
Chiara Chiti (Firenze, 21 agosto 1987) è un'attrice e modella italiana.

## Biografia
Chiara Chiti esordisce come modella a Milano; scritturata per un provino, nel 2008 viene scelta come protagonista di Un gioco da ragazze, il suo film d'esordio, nella parte di Elena, una ragazza sbandata.
Nel 2011 entra a far parte del cast della serie televisiva Non smettere di sognare; il suo ultimo film è Vorrei vederti ballare del 2012 dove è co-protagonista insieme a Giulio Forges Davanzati.

## Filmografia

### Cinema
- Un gioco da ragazze, regia di Matteo Rovere (2008)
- Vorrei vederti ballare, regia di Nicola Deorsola (2012)

### Televisione
- Non smettere di sognare, regia di Roberto Burchielli - Serie TV (2011)
- Che Dio ci aiuti, regia di Francesco Vicario - Serie TV 1ª stagione - Episodio 12 (2012)